# Dan Matei
Dan Marian Matei (sinh ngày 25 tháng 6 năm 1981) là một trung vệ bóng đá người România. Hiện tại anh thi đấu cho Sănătatea Cluj.